# Philip Langridge
Philip Langridge (Hawkhurst, 16 december 1939 - Londen, 5 maart 2010) was een Brits tenor. Hij wordt gezien als een van de belangrijkste exponenten van zowel de Engelstalige opera als van het oratorium.

## Carrière
Langridge was afkomstig uit Kent. Tot 1958 studeerde hij in Londen viool aan de Royal Academy of Music. Hij debuteerde aan het einde van de jaren 50 als violist. In 1962 begon hij ook aan een zangstudie. Zijn debuut als zanger maakte hij in het oratorium Messiah van Georg Friedrich Händel. Vanaf 1964 nam hij deel aan het jaarlijkse Glyndebourne Opera Festival in Glyndebourne, waar hij zijn eerste solopartijen zong, bijvoorbeeld in Capriccio van Richard Strauss. Later zong hij onder meer de partij van Don Ottavio in Don Giovanni en de titelrol in Idomeneo.
Langridge was een zeer veelzijdig tenor, die zowel het barok repertoire als Benjamin Britten en Michael Tippett uitvoerde. Onder leiding van Georg Solti nam hij Aron (Moses und Aron van Arnold Schönberg).
In 1973 trad Langridge tijdens het Holland Festival op als Flimann in de opera Il borgomastro di Saardam, en in 1993 nogmaals, nu als Pelléas in de opera Pelléas et Mélisande. In 1979 begon hij aan de Welsh National Opera in Cardiff. Sinds 1983 trad hij geregeld op in het Royal Opera House van Covent Garden. Ook trad hij meermaals op tijdens de Salzburger Festspiele.
Langridge overleed op 70-jarige leeftijd aan darmkanker. Hij was getrouwd met de mezzo-sopraan Ann Murray en had vier kinderen, van wie drie uit een eerder huwelijk.